# لويس دابن
لويس دابن (بالإنجليزية: Louis Dubin)‏ هو شخصية أعمال أمريكي، ولد في 31 يناير 1963 في الولايات المتحدة.